# Callionima calliomenae
Callionima calliomenae is een vlinder uit de familie van de pijlstaarten (Sphingidae). De wetenschappelijke naam van de soort werd in 1870 gepubliceerd door Ludwig Wilhelm Schaufuss.

## Beschrijving

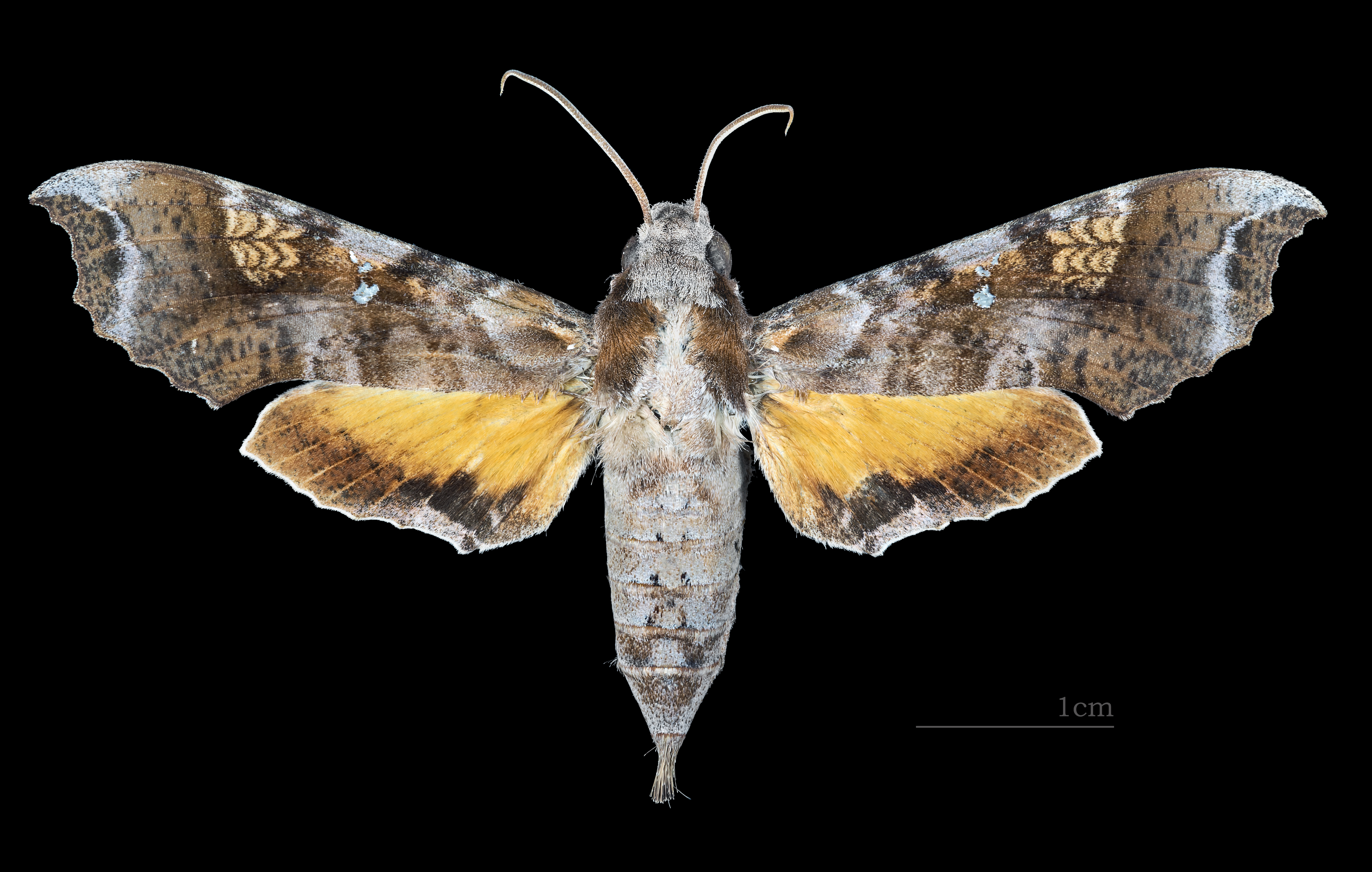
♀
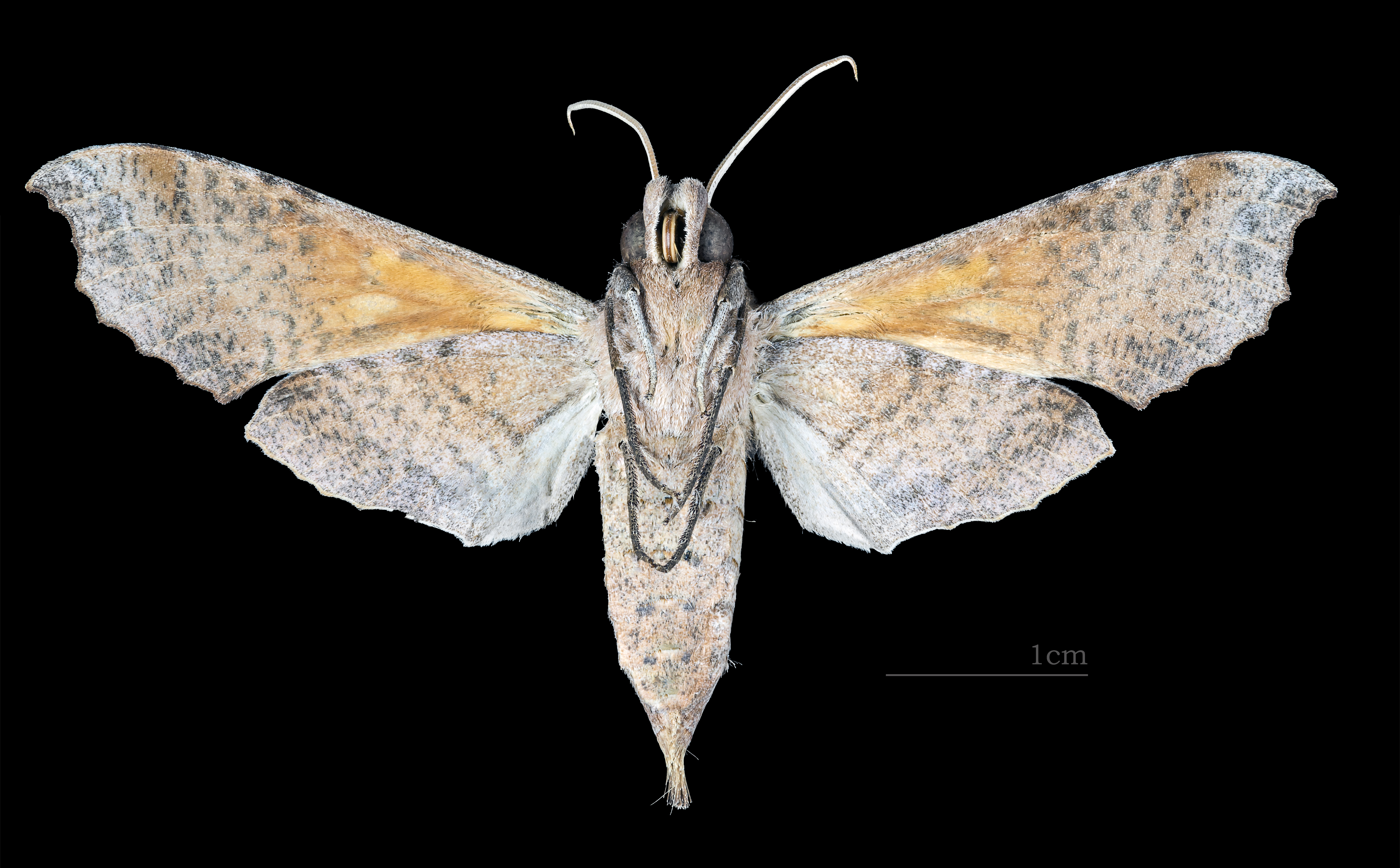
♀ △